# Villa Käthe-Kollwitz-Straße 26 (Radebeul)
Die Villa in der Käthe-Kollwitz-Straße 26 steht im Stadtteil Niederlößnitz der sächsischen Stadt Radebeul. Das schlichte Wohnhaus wurde um 1880 durch den Baumeister August Große errichtet.

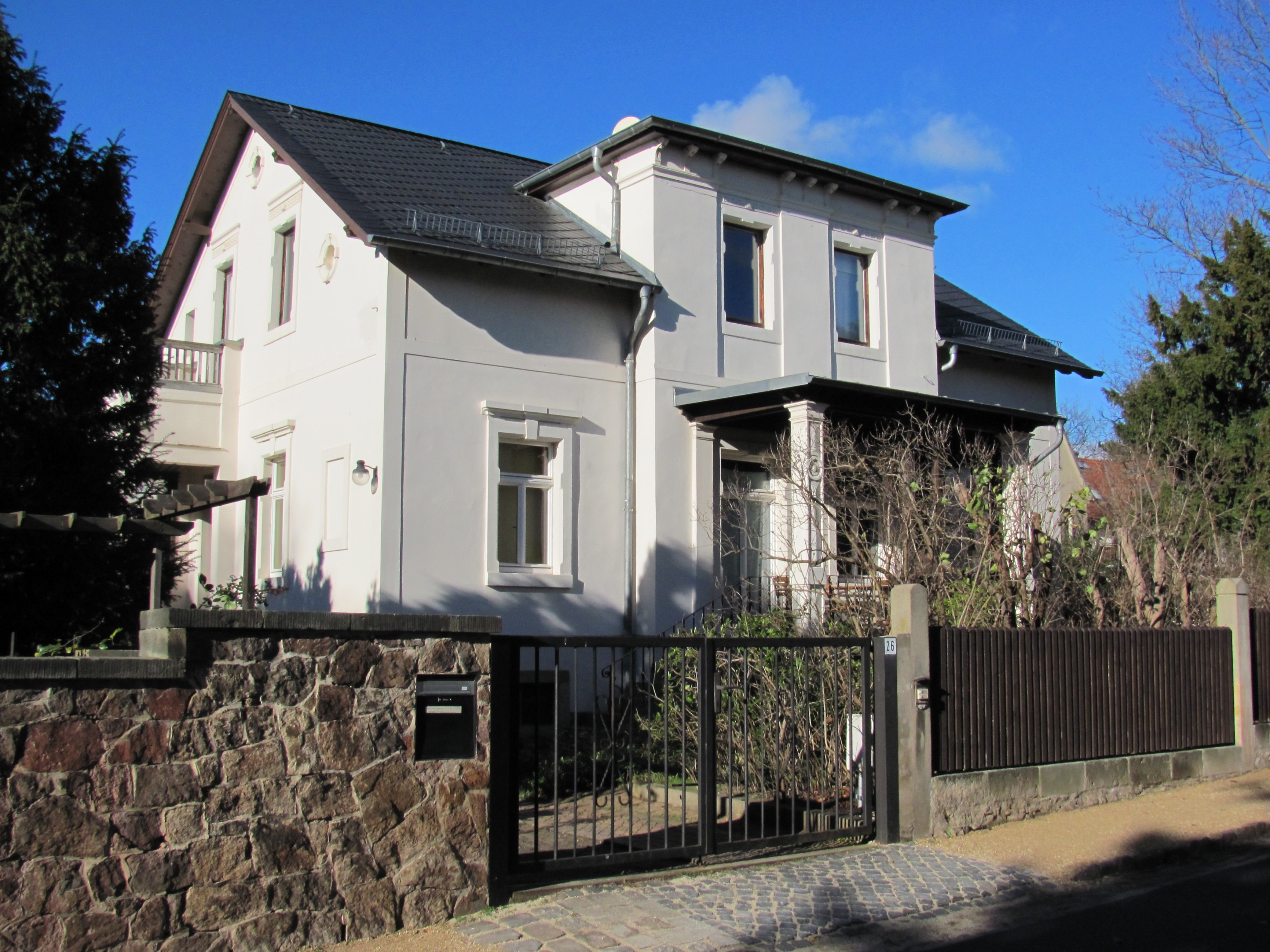
Villa Käthe-Kollwitz-Straße 26. Rechts liegt die Winzerstraße mit Haus Stephani.

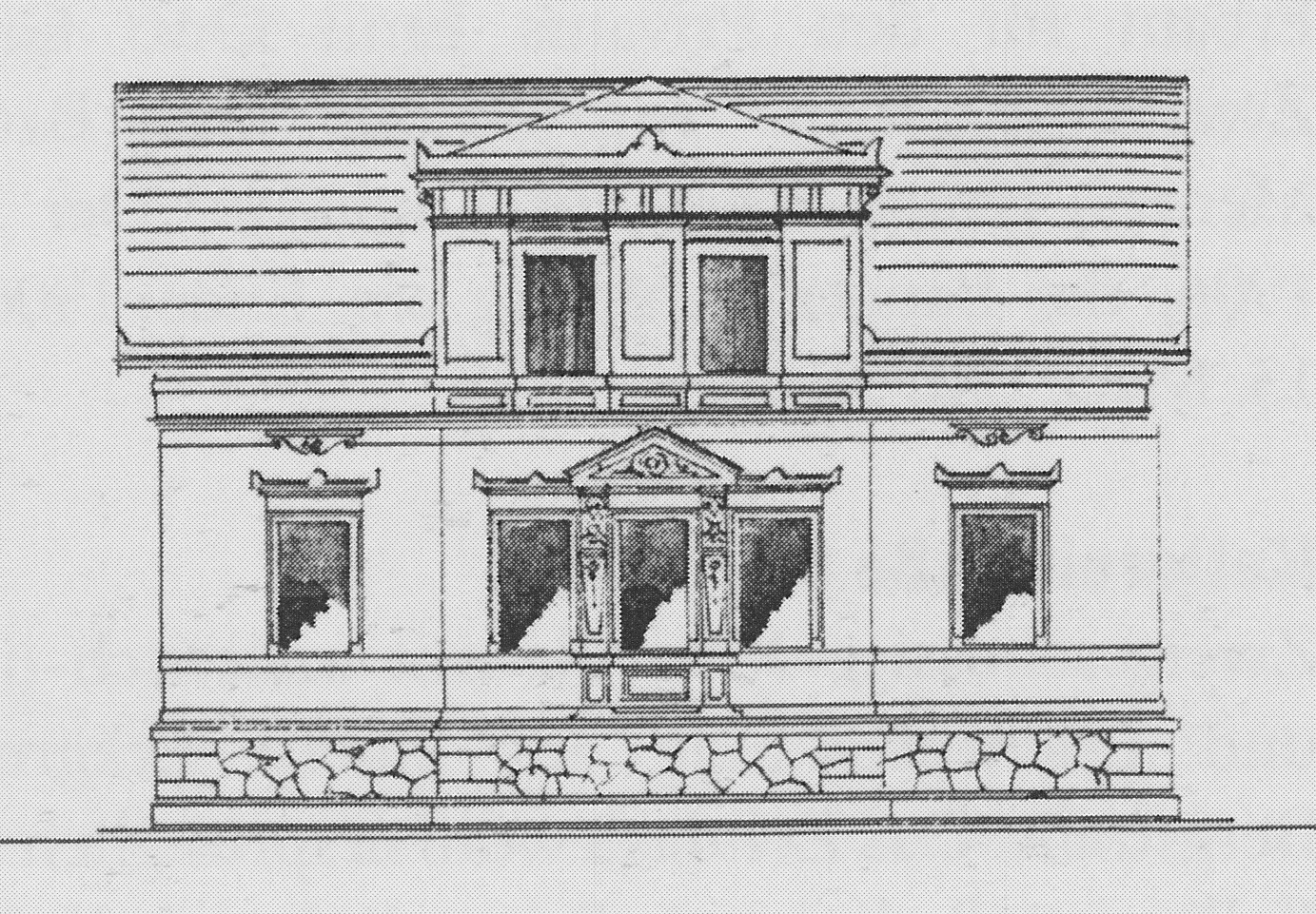
Bauzeichnung von August Große (1879)

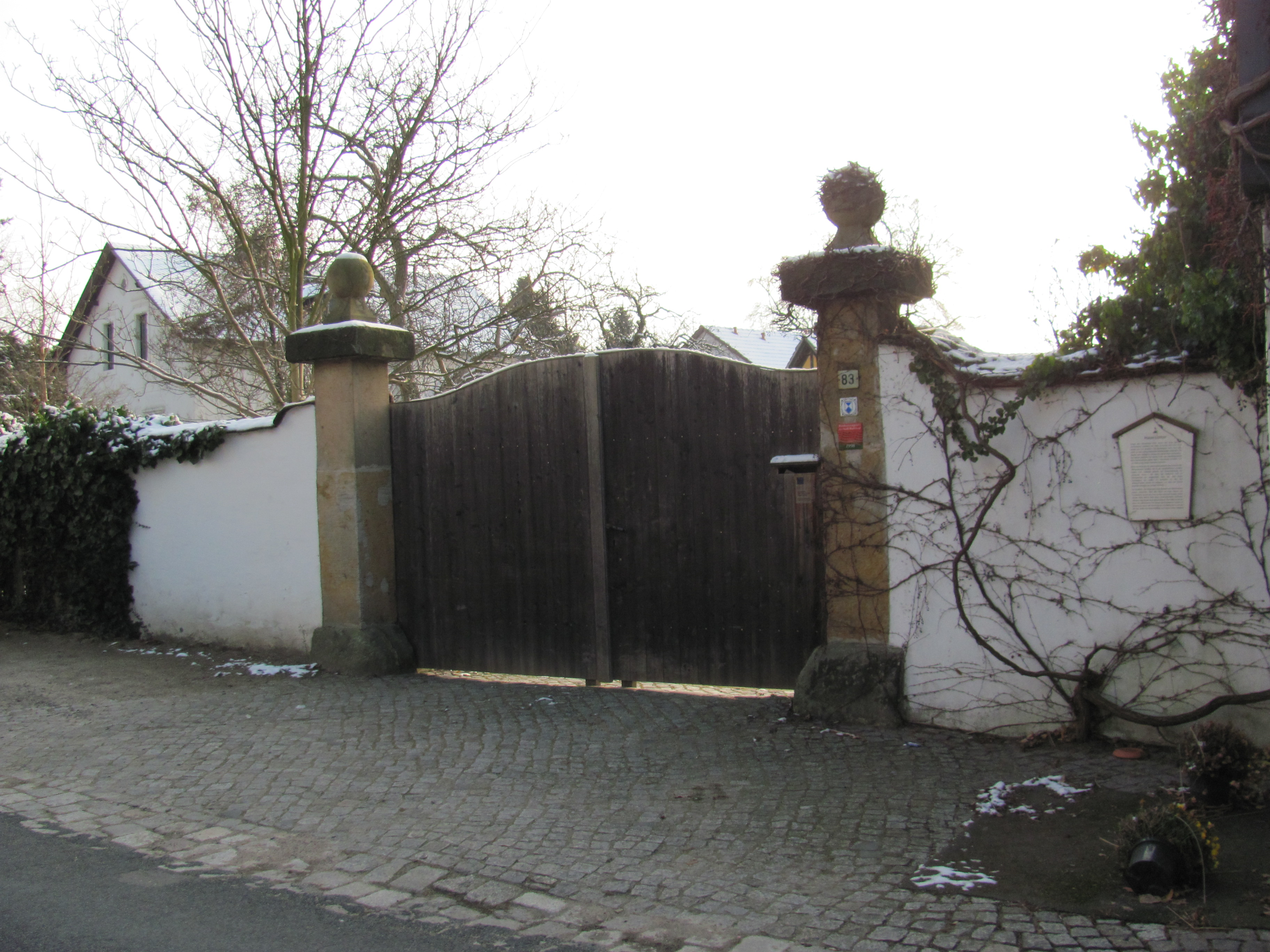
Lottersche Toranlage. Im Hintergrund die Rückseite der Käthe-Kollwitz-Straße 26 (links). Rechts des Tors steht Haus Lotter.

Das Haus steht auf einem westlichen Eckgrundstück zur Winzerstraße; auf der Nordseite der Einmündung steht das ebenfalls denkmalgeschützte Fachwerkgebäude Haus Stephani. Der rückseitige Garten der Nr. 26 verläuft entlang der Winzerstraße nach Westen und geht unmittelbar in die Freiflächen des aus dem 16. Jahrhundert stammenden Haus Lotter über.

## Beschreibung
Die unter Denkmalschutz stehende landhausartige Villa ist ein kleineres, anderthalbgeschossiges Gebäude mit Drempel und schiefergedecktem Satteldach, das auf einem Souterraingeschoss aus Bruchstein steht.
In der traufständigen, vierachsigen Straßenansicht zur Käthe-Kollwitz-Straße steht ein zweigeschossiger und zweiachsiger Mittelrisalit mit Walmdach; vor diesem befindet sich eine offene Veranda mit Freitreppe. Der (gegenüber der Bauzeichnung) vereinfachte Putzbau zeigt nur sparsame Gliederungen. Die Fenster werden durch Sandsteinrahmen mit Sohlbänken  und Verdachungen eingefasst.
In der linken Seitenansicht mit der Grundstückseinfahrt findet sich der Eingangsvorbau ebenfalls mit einer Freitreppe, obenauf ein Balkon nach Süden.

## Geschichte
Der Kötzschenbrodaer/Niederlößnitzer Baumeister und Amtsmaurermeister August Große beantragte am 5. Nov. 1879 ein Wohnhaus mit einem Nebengebäude und einem Brunnen. Die Baugenehmigung erging im Januar 1880 und Ende März 1881 wurde die Gebäudebenutzung genehmigt.
Der Rentier Richard Flemming ließ sich 1892 auf der Rückseite seines Wohnhauses einen Küchenanbau durch die naheliegende Bauunternehmung von Adolf Neumann errichten.